# So's Your Old Man
So's Your Old Man is een Amerikaanse filmkomedie uit 1926 onder regie van Gregory La Cava.

## Verhaal
De arme glazenmaker Samuel Brisbee heeft onbreekbaar glas uitgevonden. Hij wil een demonstratie geven van zijn uitvinding tijdens het autocongres. Door een pijnlijk misverstand loopt die demonstratie volledig in het honderd. Op weg naar huis redt hij bij toeval een jonge prinses.

## Rolverdeling
| Acteur           | Personage          |
| ---------------- | ------------------ |
| W.C. Fields      | Samuel Bisbee      |
| Alice Joyce      | Prinses Lescaboura |
| Charles Rogers   | Kenneth Murchison  |
| Kittens Reichert | Alice Bisbee       |
| Marcia Harris    | Mevrouw Bisbee     |
| Julia Ralph      | Mevrouw Murchison  |
| Frank Montgomery | Jeff               |
| Jerry Sinclair   | Al                 |